# Scomberomorus regalis

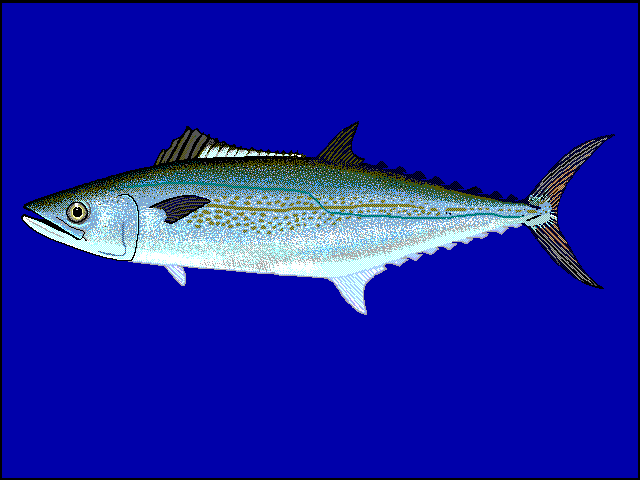
Dibujo con detalle de las aletas.

El carito rey, carito o sierra (Scomberomorus regalis) es una especie de peces de la familia Scombridae en el orden de los Perciformes.

## Morfología
Alcanzan la madurez para tallas entre 35 y 40 cm, aunque los machos pueden llegar alcanzar los 183 cm de longitud total y los 7.760 g de peso.

## Ecología
Habitan preferentemente las aguas claras de los arrecifes de coral, normalmente solitarios aunque ocasionalmente forman bancos. Se alimentan de peces clupeidos y aterínidos, así como de calamares y gambas.

## Distribución geográfica
Especie muy abundante en todo el mar Caribe, se encuentra desde Massachusetts (Estados Unidos) hasta el Brasil, incluyendo las Bahamas e Indias Occidentales. 